# Lynx Air
More simplicity, more choice
Lynx Air, légalement constituée sous le nom de 1263343 Alberta Inc., est un transporteur canadien à très bas prix basé à Calgary, en Alberta. Il opérait auparavant sous le nom d' Enerjet  et a été rebaptisé Lynx Air le 16 novembre 2021. Le premier vol sous le nom de Lynx Air a eu lieu le 7 avril 2022, reliant l'aéroport international de Calgary à l'aéroport international de Vancouver. La compagnie aérienne fait faillite le 26 février 2024, laissant en plan des centaines de passagers.

## Lynx Air
Le 16 novembre 2021, la société a révélé son nouveau nom : Lynx Air. Cette dernière avait indiqué, lors de cette annonce, son intention de commencer à voler lors du premier trimestre 2022. Lors de l'annonce, la compagnie aérienne s'est engagée à acheter jusqu'à 46 Boeing 737 Max 8 au cours des sept prochaines années pour répondre à la demande prévue, avec des livraisons commençant au début de l'année 2022, et à suivre le modèle des transporteurs à bas prix pour ses opérations. La compagnie aérienne a également annoncé qu'elle exploiterait dans un premier temps des liaisons intérieures avec l'intention d'ajouter ultérieurement des destinations internationales. Le 7 avril 2022, les premiers vols de Lynx Air ont été lancés. La compagnie aérienne a annoncé ses premières destinations internationales le 28 septembre 2022, avec des vols en direction des États-Unis débutant au début de l'année 2023 mais cesse ses opérations en février 2024.

## Destinations
Lynx Air desservait des destinations au Canada et aux États-Unis.